# 156 f.Kr.

## Händelser

### Efter plats

#### Romerska republiken
- Första dalmatiska kriget utbryter.

## Födda
- Han Wudi, den sjunde kejsaren av den kinesiska Handynastin, som kommer att härska från 141 f.Kr.; under hans styre kommer landet att uppleva en vidsträckt territoriell expansion och han kommer att organisera en stark, centraliserad kinesisk konfuciansk stat (död 87 f.Kr.)